# Электрический градус
Электрический градус (обозн. "° эл.") — единица фазы и разности фаз, используемая в электротехнике. Представляет собой промежуток времени. Один электрический градус равен промежутку времени, составляющему 1/360 периода переменного тока. Так, при частоте переменного тока, равной 50 Гц, электрический градус соответствует {\displaystyle {\frac {1}{50{\frac {\text{цикл}}{\text{c}}}\cdot 360{\frac {\text{° эл.}}{\text{цикл}}}}}} ≈ 55,6 мкс.
Один полный цикл равен 360 электрическим градусам. Один цикл во вращающейся электрической машине осуществляется, когда вращающееся поле перемещается от одного полюса к следующему полюсу одной полярности. Таким образом, в двухполюсной машине, делающей 360 градусов за один оборот, электрические и механические градусы равны. В машине с более чем двумя полюсами, число электрических градусов на оборот получается путём умножения количества пар полюсов на 360.